# Triple Seven
Triple Seven es un dúo puertorriqueno de reguetón, rap y hip-hop cristiano conformado por Aby y Pichie. Este dueto, que inició como un trío junto al exintegrante Mr. Sabio, ha sido uno de los grupos de música urbana cristiana más relevantes hasta la actualidad. En su trayectoria, han sido nominados en los Premios Arpa y AMCL en diversas ocasiones.

## Biografías

### Edgar Díaz (Pichie T7)
Nació en Carolina, el 12 de febrero de 1981. A edad de once años, Pichie se integra a la vida cristiana. Sin embargo, a los quince años empezó a inclinarse por las “cosas de la calle” como él mismo declara. Comenzó a cantar reguetón en discotecas y fiestas del barrio con el objetivo de obtener fama. Al retomar su rumbo en el cristianismo, desde 1995 al 1998, formó parte de Upperground, un dúo compuesto por Pichie y Joel. En 2012, sufrió de un cáncer estomacal, del cual salió totalmente sano, lo que le inspiró a componer la canción «Mi doctor», expresando que "aunque había un diagnóstico adverso, su fe en Jesús obró en sanidad para él".
Del dúo, Pichie T7 es quien más ha colaborado como solista, en canciones como «Todo a su tiempo», «De lo más profundo» con Funky y Samuel Hernández, «Imposible», asimismo, para otros proyectos, como la remezcla de «Nuestro llamado» de Yariel & Omy, «Tu mirada» con Quest, y recientemente, «Normal (Va a caer)» de Ander Bock junto a El Leo Pa y Tommy Royale, y «¿Quién soy yo?» de Alex Zurdo junto a Funky.

### Abiel Rosado (Aby T7)
Nacido en Santurce el 17 de octubre de 1976, Aby también era cristiano desde los once años, y como Pichie, se había alejado de los caminos de Dios. En una de esas noches de discoteca, conoció a Pichie en un evento. Ambos comenzaron a darse cuenta de que su encuentro no era una casualidad. Es entonces, cuando deciden unir sus talentos y forman el grupo Triple Seven. Originalmente, la formación era con Mr. Sabio, pero éste salió en 2002 por motivos personales.
Aby, por su parte, no ha participado como solista en muchas ocasiones, sin embargo, se pueden encontrar temas como «Otro día más» y recientemente, «Cuidado en la calle», «Es por la fe», ambos temas junto a Quest, «Contigo» en el álbum 7 y «Generaciones» de Emanuel Rodríguez y El Chal junto a SACRA-MAN.

## Carrera musical

### Inicios
En el año 1998, el dúo conoce a Funky, quien en esos momentos trabajaba como coproductor de Vico C para el álbum Aquel que había muerto. Graban un demo con Funky, y mientras grababan, Funky vio potencial en ellos y decide grabarles una producción completa. En el 2000, Triple Seven de Aby, Pichie & Mr. Sabio, lanzan al mercado su primera producción titulada Diferente bajo el sello Funkytown Music. Participaron en varias producciones, entre ellas, Funkytown, (álbum nominado al Grammy Latino 2003 en la categoría "Álbum Cristiano del Año") con la canción «El Camino», en PeaceMakers y El Día Nacional del Rap Cristiano.

### Triple Seven: el dúo (2002-2005)
Luego de un tiempo juntos, en 2002 Mr. Sabio decide separase del grupo para dedicarle más tiempo a su familia. Mientras tanto, Aby y Pichie continuaron su carrera musical, participando en United Kingdom de Manny Montes y Especie en Peligro de Funky como dueto. En el 2003, comienzan a grabar su segunda producción, Manteniendo la Diferencia, nuevamente bajo el sello de Funky. Con el sencillo «Mi respaldo» en colaboración con Funky, llegaría en febrero de 2004 el debut del dúo. En septiembre del 2005, sale su tercera producción titulada Rompiendo los límites junto al sello FunkyTown Music y CanZion, recibiendo una nominación a los Premios Arpa en 2006 como "Mejor álbum urbano".

### T7 Música (2006-2010)
En 2006, llega Contra Viento y Marea, su primer álbum colaborativo donde participaron varios artistas como Zammy Peterson, Redimi2, Manny Montes, Quest, Dr. P, entre otros, y la producción musical de DJ Pablo. En ese tiempo, formaron parte de álbumes colaborativos como Los vencedores y Vida nueva de Funky, Los Inmortales de Manny Montes, A fuego con la Palabra de Dr. P y Sociedades Bíblicas, Linaje Escogido de All Star Records, Mi recompensa de Jey, y muchos más álbumes.
En 2008, lanzan De Triunfo en Triunfo, manejando el sencillo «Piénsalo dos veces», un tema social para abordar el suicidio, una remezcla de «No me digas adiós» junto a Samuel Hernández, y la «Combinación Perfecta», la única canción que ha logrado reunir a los exponentes más relevantes de la música urbana cristiana como Funky, Manny Montes, Alex Zurdo, Maso, Redimi2, Quest y Dr. P en un solo tema. Dos años después, llega Igual pero Diferente, con nuevos temas y algunas remezclas de temas clásicos, como «Mi respaldo», esta vez con Redimi2, «Todo a su tiempo Remix», interpretado esta vez por Aby & Pichie, la participación de Alex Zurdo, Leo El Poeta, Freedom y Rey King.

### Séptima producción (2013-actualidad)
En 2013, lanzan su séptima producción, titulada 7, compartiendo autoría con Musiko, y los sencillos «Enamorado» y «Ayer» con Musiko. Participaron junto a Funky y Manny Montes en el sencillo del álbum United Kingdom 2.5 en 2014. Al año siguiente, lanzan Serie T7: Tranz4Mando El Universo, un EP con cinco canciones en alianza con los productores Los Legendarios. El sencillo para este EP fue «Grito de júbilo».
Luego de este álbum, han lanzado sencillos como «Cuando tú llegas», «Sin ti me va mejor», y colaboraciones con otros artistas como Rudy Torres, Quest, y la participación especial en la canción «Reggaeton del Cielo» del álbum de Manny Montes, Solo Reggaeton, junto a otros pioneros del género musical urbano cristiano como Dr. P, Rey Pirin, Bengie y Vito.
En 2023, regresan a la música con el sencillo «Me pidieron».

## Discografía
- 2000: Diferente (con Mr. Sabio)
- 2004: Manteniendo la Diferencia [38]
- 2005: Rompiendo los límites [39]
- 2006: Contra Viento y Marea [40]
- 2008: De Triunfo en Triunfo [41]
- 2010: Igual pero Diferente [42]
- 2013: 7 (con Musiko)[43]
- 2015: Los Legendarios presentan: Serie T7[44]

## Premios y nominaciones
- 2005: Premio AMCL: Canción Urbana del Año por «Puedo imaginarme» de Triple Seven y Sammy.[45]
- 2006: Premio Arpa: Mejor Álbum Urbano por Rompiendo los Límites / Triple Seven (Nominados)
- 2013: Premio AMCL: Álbum Urbano del Año por 7 / Triple Seven & Musiko  (Ganadores)